# Andrea Gastaldi

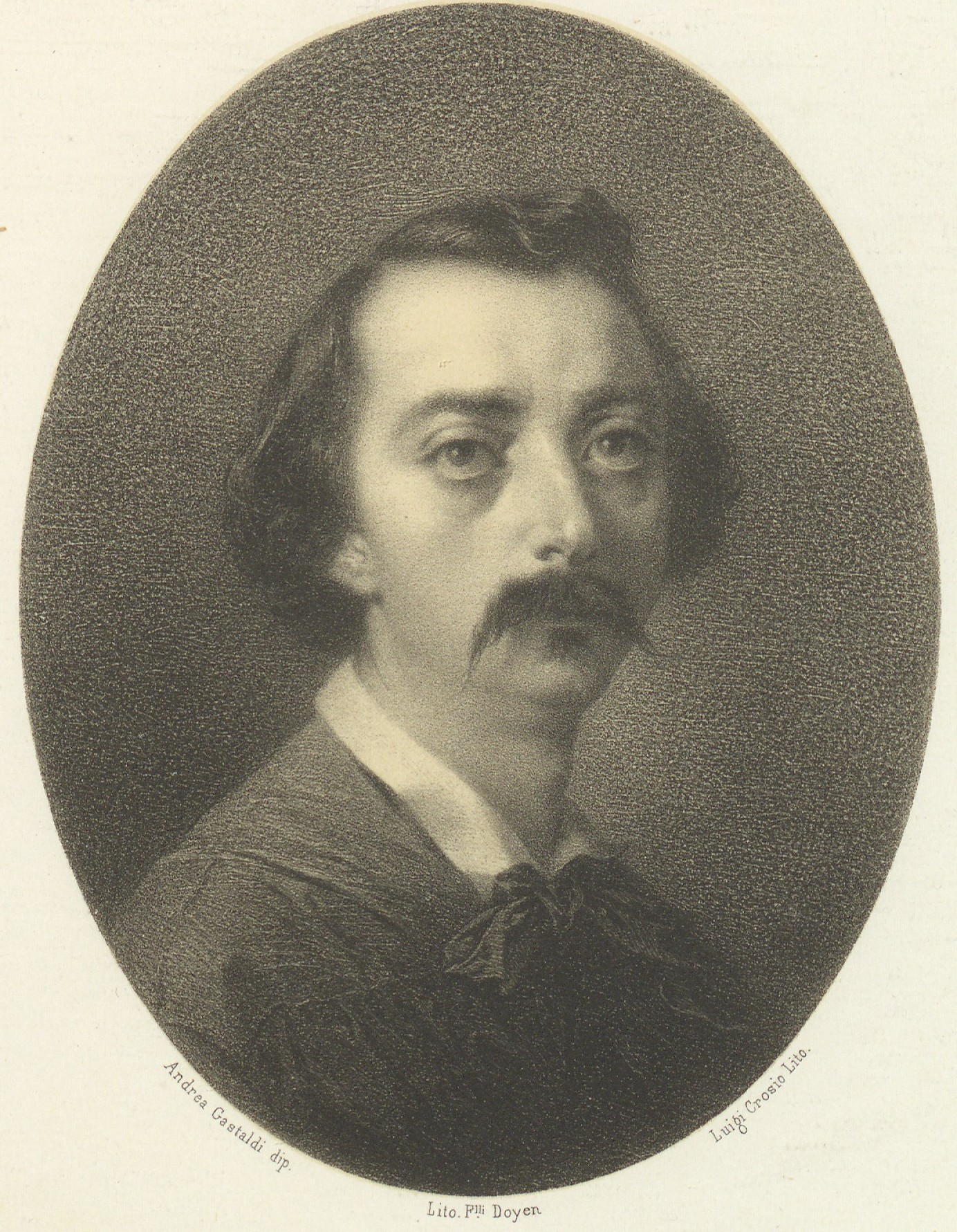
Andrea Gastaldi

Andrea Gastaldi (Turín, 18 de abril – Turín, 18 de 1826 - 9 de enero de 1889) fue un pintor italiano, principalmente de retratos y lienzos históricos. 

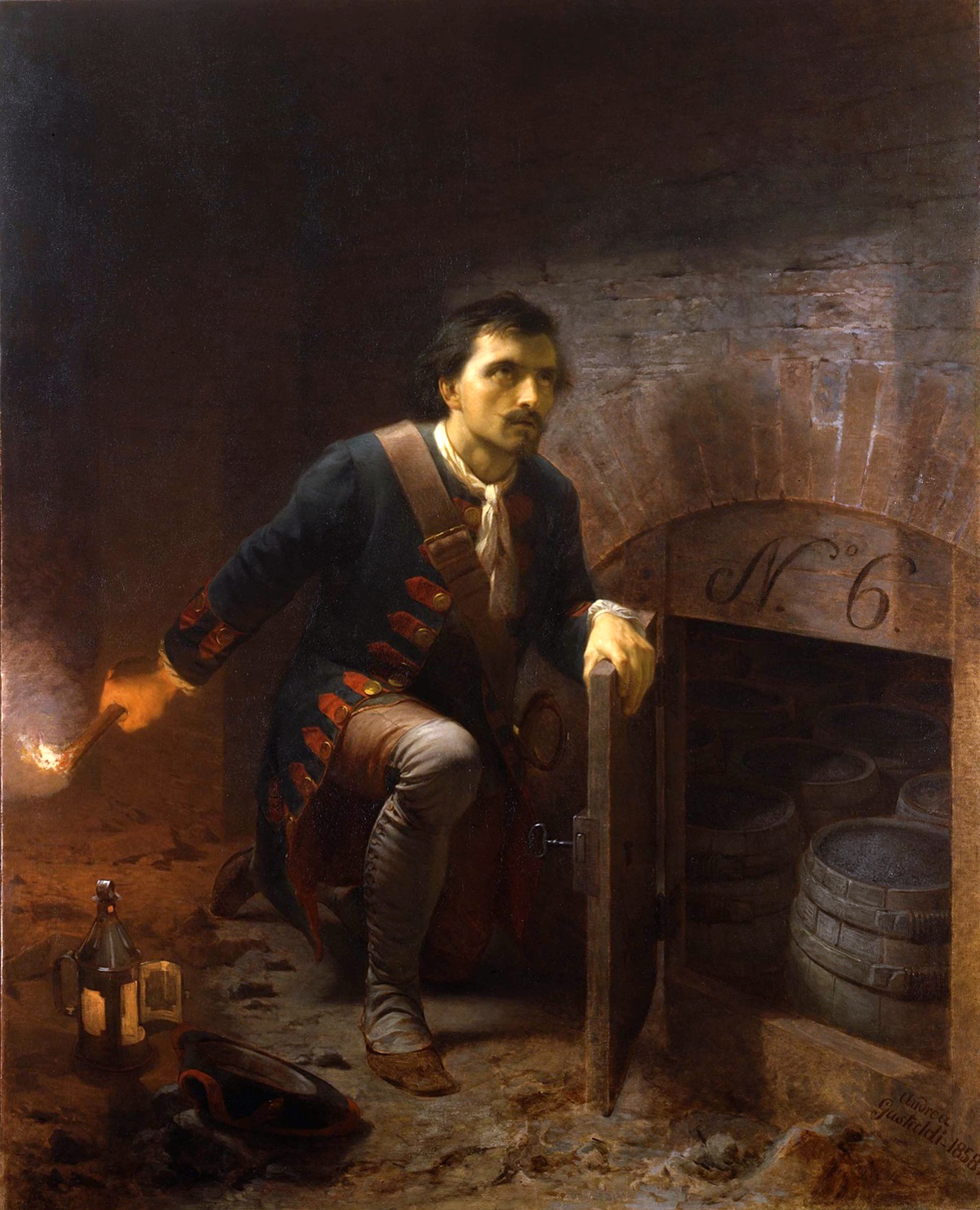
Pietro Micca enciende la pólvora (1858, Museo del Risorgimento, Turin).

## Biografía
Gastaldi nació y murió en Turin.  Estudió en la Academia Albertina como alumno de Michele Cusa, Giovan Battista Biscarra, y Carlo Arienti. Después viajó a Florencia y Roma durante 1850-1851 y 1853-1859; y pasó algún tiempo en París estudiando en el estudio del afamado pintor de historia Thomas Couture. También conoció a Paul Delaroche.
En 1860, con la pintura de Pietro Micca,  ganó el premio del Promotrice de Turin, financiado por el Marquis de Breme, y estuvo nominado para ser profesor de pintura en la Albertina. 
Entre sus otros trabajos que describen temas históricos o literarios están El Prisionero de Chillon (1854, Promotrice de Turin). Este trabajo está basado en un poema por Lord Byron y estuvo hecho en un grabado de aguafuerte por Alberto Maso Gilli en 1864.
Otros trabajos incluyen: Gerolamo Savonarola en prisión (1856); L'Innominato (1860); y Atala (1862). El último es sobre la doncella mitad-cristiana y mitad-seminola virginal en el centro de una novela romántica por el autor francés Chateaubriand que culmina con su casto suicidio. Otros pintores como Girodet, Luis Monroy y Rodolfo Amoedo también representaron este motivo.
Gastaldi hizo dos versiones de la pintura Sogno di Parisina (incluyendo la versión de 1852 en la Academia de Pensilvania de las Bellas Artes en Filadelfia y una segunda versión en 1867 en Turin). La historia trágica de Parisina fue popularizada por los escritores como Matteo Bandello, Lope de Vega, y en 1816, Lord Byron. En la última versión, el Duque de Ferrara constata la infidelidad de su mujer cuando ella menciona el nombre de su amante entre sueños. El iracundo duque contrata al asesino del amante, quién resulta ser su hijo bastardo. Bartolomeo Giuliano también pintó el mismo tema en 1861 y 1863 (Galleria d'Arte Moderna, Turin).
La esposa de Gastaldi, Léonie Lescuyer-Gastaldi, era también pintora, quién había entrenado con Rosa Bonheur. El hermano de Gastaldi, Lorenzo, fue el arzobispo de Turin de 1871 a 1883.